# いりこ飯
いりこ飯（いりこめし）は、いりこ（煮干し）使った炊き込みごはんである。
香川県では、カタクチイワシを茹でて干したいりこの炊き込みごはんが食されてきた。とりわけ西讃地域に位置する伊吹島周辺は有数のいりこの産地として知られ、いりこ飯は日常食として季節を問わず作られている。また、カルシウムが豊富で栄養価が高いことから学校給食にも取り入れられている。
いりこの出汁は和食あるいは家庭料理に欠かせないものであり、またいりこの身も煮物や天ぷらとして食べられることも多く、いりこは日本の食文化を支える代表的な食材の一つである。なお、いりこ作りは鮮度が肝心であり、伊吹島周辺で獲れたカタクチイワシは30分ほどで水揚げされ茹であげられる。この新鮮なカタクチイワシを使ったいりこの炊き込みごはんは、出汁も良く出てさっぱりとした味が特徴で、讃岐の食生活には欠かせないものである。頭と腹を取り除き、頭は水につけて出汁をとり、米といりこの身、いりこの出汁に、キノコやゴボウなどの具材加え、調味料で味付けして炊き上げる。